# Tetraonyx sexguttata
Tetraonyx sexguttata là một loài bọ cánh cứng trong họ Meloidae. Loài này được Olivier miêu tả khoa học năm 1795.